# Borbolya (növénynemzetség)
A borbolya (Berberis) a boglárkavirágúak (Ranunculales) rendjének borbolyafélék (Berberidaceae) családjába tartozó növénynemzetség. 450-500 lombhullató és örökzöld, 1-5 méter magas, tövises cserjefaj tartozik ide, melyek Európa, Ázsia, Afrika, Észak- és Dél-Amerika mérsékelt és szubtrópusi éghajlatain őshonosak. Igen közeli rokonságban vannak a mahónia nemzetséggel, egyes botanikusok nem is tekintik külön génusznak, hanem a Berberis-hez sorolják a mahóniákat. Ennek oka a nyilvánvaló megkülönböztető bélyegek hiánya mellett az, hogy a két nemzetségbe tartozó számos faj képes egymással hibrideket alkotni. A két nemzetség hibrideinek jelzése: × Mahoberberis. A gyűjtők tevékenysége folytán díszcserjeként ültetve és elvadulva is elterjedtek, különböző változataik és természetes hibridjeik alakultak ki, és rengeteg fajtát nemesítettek tovább.

## Jellemzése
A nemzetségre jellemzőek a kétalakú hajtások; a hosszúhajtások alakítják ki a növény formáját, a rövidhajtások mindössze 1–2 mm-esek. A hosszúhajtások levelei nem fotoszintetizálnak, hanem háromágú, 3–30 mm hosszú tövisekké módosultak; a tövissé módosult levelek hónaljában nőnek a fotoszintetizáló levelű rövidhajtások. Ezek a levelek 1–10 cm hosszúak, egyszerűek, tüskés vagy sima szélűek. Csak a fiatal borbolyák növesztenek leveleket a hosszúhajtásokon, 1-2 éves korukra beáll a nemzetségre jellemző rövidhajtásos-hosszúhajtásos lombrendszer.
A lombhullató fajok (pl. Berberis thunbergii, B. vulgaris) szépségét főleg változatos, fényes sötétzöld, ősszel vöröses vagy akár bronzszínű leveleik adják. Egyes kínai örökzöld fajok (pl. B. candidula, B. verruculosa) leveleinek fonákja vakító fehér, ami szintén vonzó látványt nyújt.
A sárga vagy narancsszínű virágok magánosan, vagy legfeljebb 20 virágból álló fürtben nyílnak. 3–6 mm hosszúak, az általában azonos színű csésze- és pártalevelek száma 6, körönként hármasával állnak. Az apró bogyótermés 5–15 mm-es, megérve vöröses vagy sötétkék színű, gyakran hamvas rózsa- vagy ibolyaszín viaszos bevonattal; alakja hosszúkás vagy gömbölyded is lehet.
Leveleinek, sárga virágainak, lombhullás után is sokáig díszlő vöröses terméseinek dekoratív hatása miatt díszcserjeként ültetik. Betörések elleni védelemként is felhasználják, sűrű növése, fájdalmas, nehezen gyógyuló sebet ejtő tövisei miatt sövényként, és ablakok alá is telepítik.
Valaha sárga festékanyagot vontak ki szárából, gyökeréből és kérgéből.
A sóskaborbolya (Berberis vulgaris) a búza súlyos gombafertőzésének, a feketerozsdának (Puccinia graminis) köztesgazdája, ezért több helyen tiltják telepítését.
A borbolyák számos fajának C-vitaminban gazdag, fanyarkás ízű termése ehető, egyes országban (a fő termelő Irán) aszalt gyümölcsként árulják, vagy éppen lekvárt készítenek belőle.

## Válogatott fajok

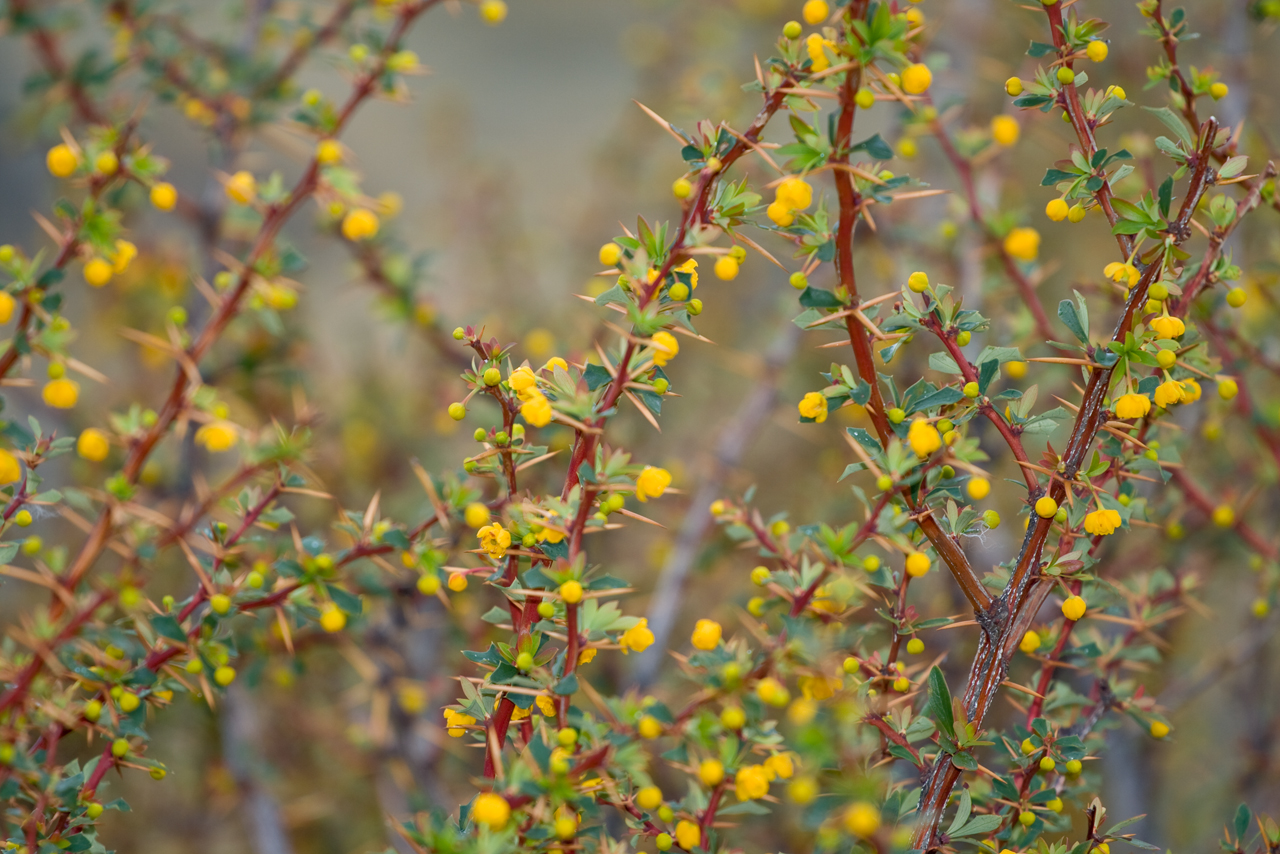
Puszpánglevelű borbolya

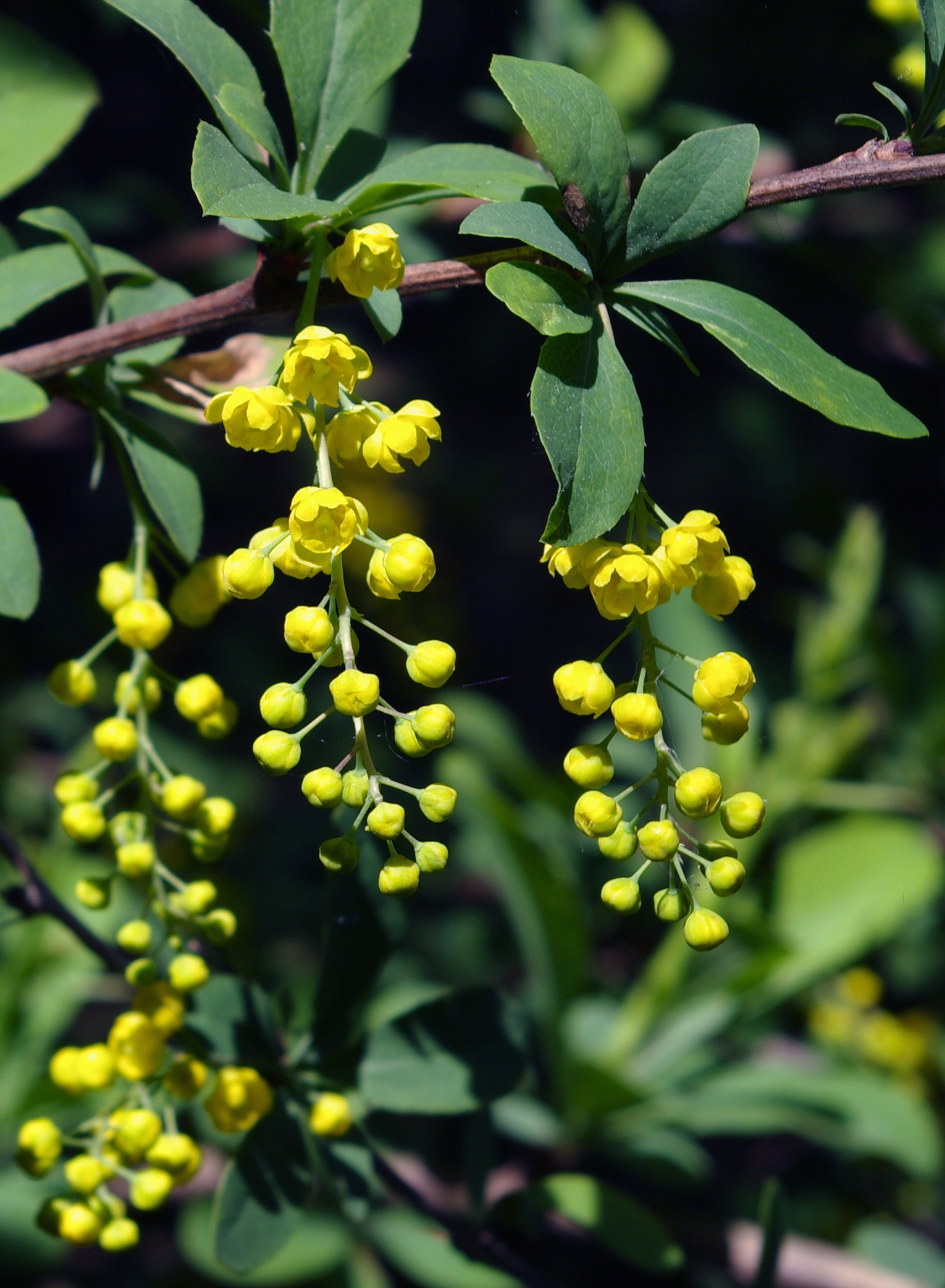
Berberis chinensis virága

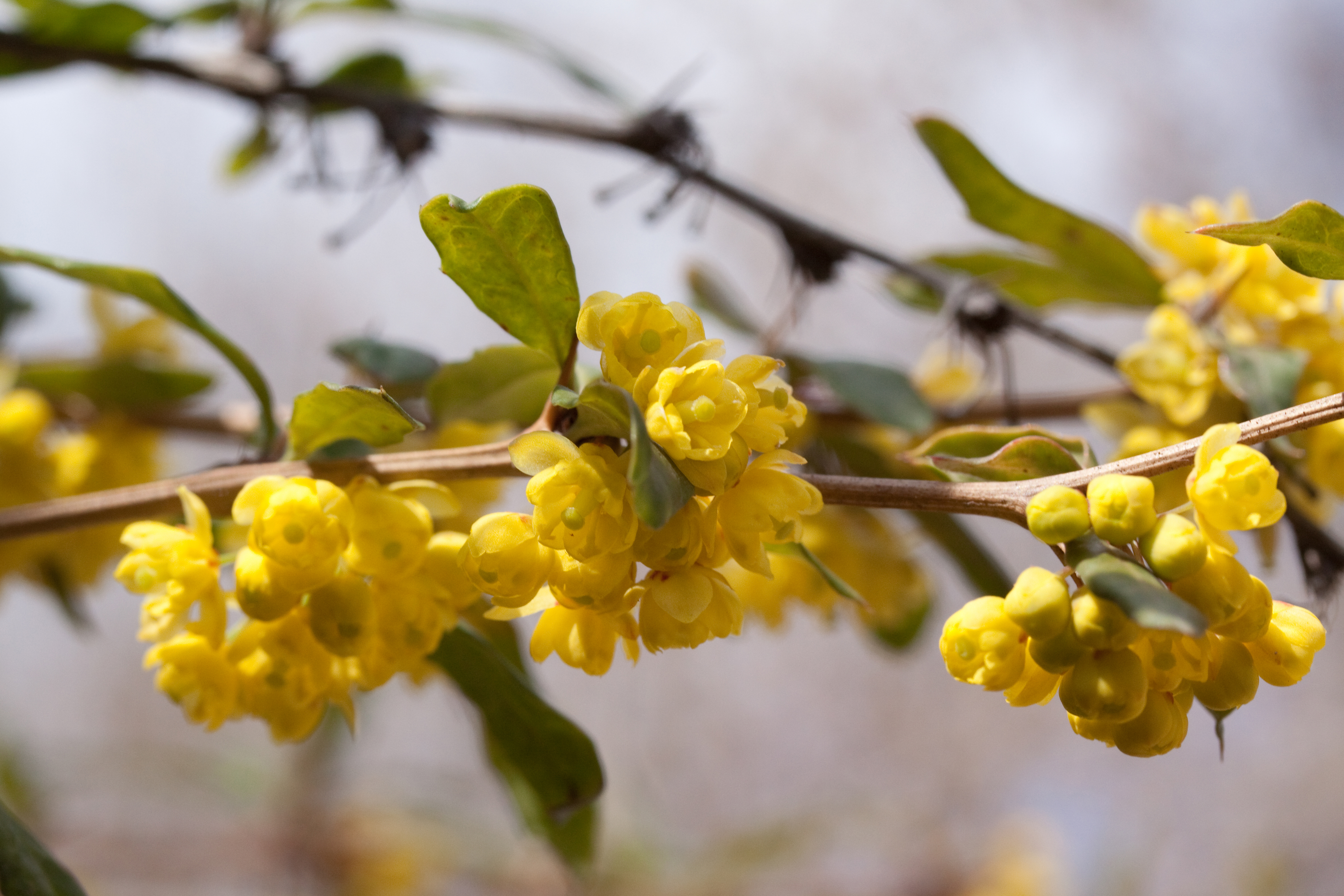
Júlia-borbolya virága

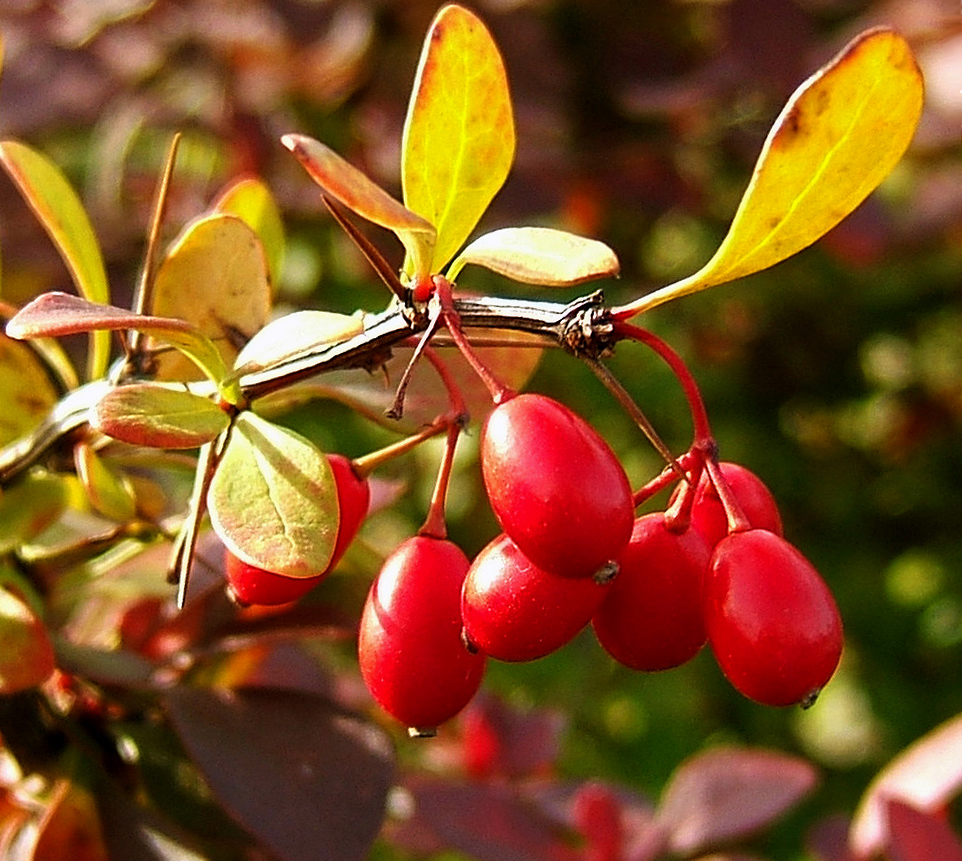
Japán borbolya termése

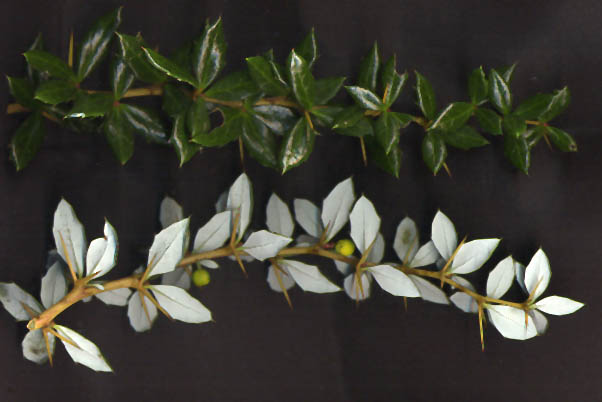
Bibircses borbolya levelei

| Európa és Ázsia, lombhullató - Berberis aemulans - Berberis aetnensis - Berberis aggregata - Berberis amurensis - Berberis angulosa - Berberis aristata - Berberis beaniana - Berberis capillaris - Berberis chinensis - Berberis circumserrata - Berberis cretica - Berberis dasystachya - Berberis diaphana - Berberis dictyoneura - Berberis dictyophylla - Berberis dielsiana - Berberis edgeworthiana - Berberis floribunda - Berberis forrestii - Berberis francisci-ferdinandii - Berberis gilgiana - Berberis giraldii - Berberis graminea - Berberis gyalaica - Berberis heteropoda - Berberis hispanica - Berberis jamesiana - Berberis koreana - Berberis lycium - Berberis mitifolia - Berberis morrisonensis - Berberis mucrifolia - Berberis oblonga - Berberis parisepala - Berberis poiretii - Berberis prattii - Berberis sherriffii - Berberis sieboldii - Berberis sikkimensis - Berberis silva-taroucana - Berberis temolaica - Japán borbolya – Berberis thunbergii - Berberis vernae - Berberis virescens - Berberis virgetorum - Sóskaborbolya – Berberis vulgaris - Berberis wilsoniae - Berberis yunnanensis - Berberis zabeliana | Európa és Ázsia, örökzöld - Berberis asiatica - Berberis atrocarpa - Berberis bergmannii - Berberis calliantha - ezüstös borbolya – Berberis candidula - Berberis centiflora - Berberis chrysosphaera - Berberis concinna - Berberis coriaria - Berberis coxii - Berberis dumicola - Berberis gagnepainii - Berberis glaucocarpa - Berberis hookeri - Berberis hypokerina - Berberis insignis - Júlia-borbolya — Berberis julianae - Berberis kawakamii - Berberis lycioides - Berberis manipuriana - Berberis panlanensis - Berberis potaninii - Berberis pruinosa - Berberis replicata - Berberis sargentiana - Berberis soulieana - Berberis sublevis - Berberis taliensis - Berberis tsangpoensis - Berberis umbellata - Berberis veitchii - Bibircses borbolya – Berberis verruculosa | Észak-Amerika, lombhullató - Berberis canadensis - Berberis fendleri Dél-Amerika, lombhullató - Berberis cabrerae - Berberis chillanensis - Berberis montana Dél-Amerika, örökzöld - Berberis actinacantha - Puszpánglevelű borbolya – Berberis buxifolia - Berberis comberi - Darwin-borbolya – Berberis darwinii - Berberis empetrifolia - Berberis hakeoides - Berberis heterophylla - Berberis ilicifolia - Berberis linearifolia - Berberis microphylla - Berberis negeriana - Berberis trigona - Berberis valdiviana |

## Fordítás
- Ez a szócikk részben vagy egészben a Berberis című angol Wikipédia-szócikk ezen változatának fordításán alapul.  Az eredeti cikk szerkesztőit annak laptörténete sorolja fel. Ez a jelzés csupán a megfogalmazás eredetét és a szerzői jogokat jelzi, nem szolgál a cikkben szereplő információk forrásmegjelöléseként.